# Kacagócsér

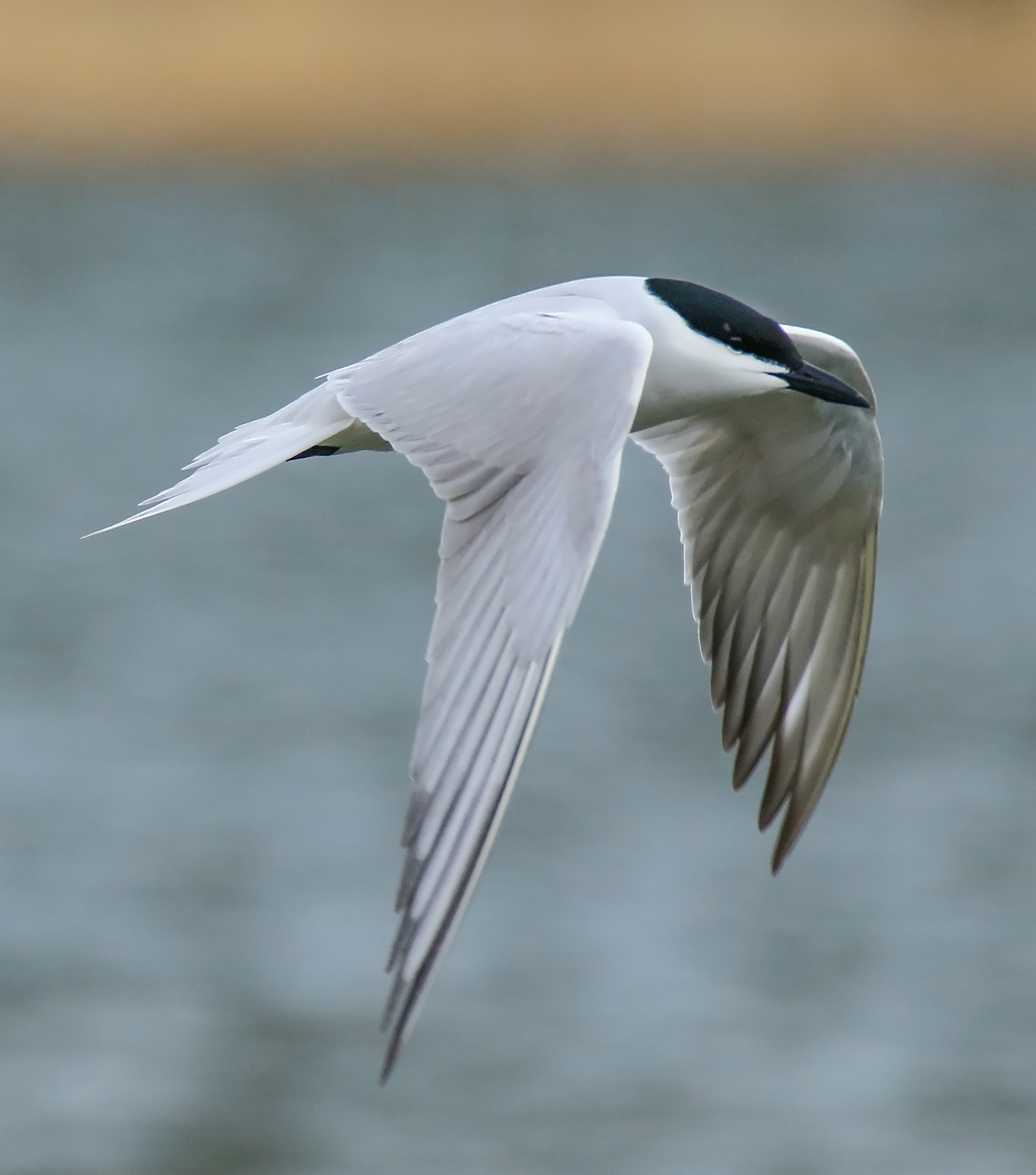

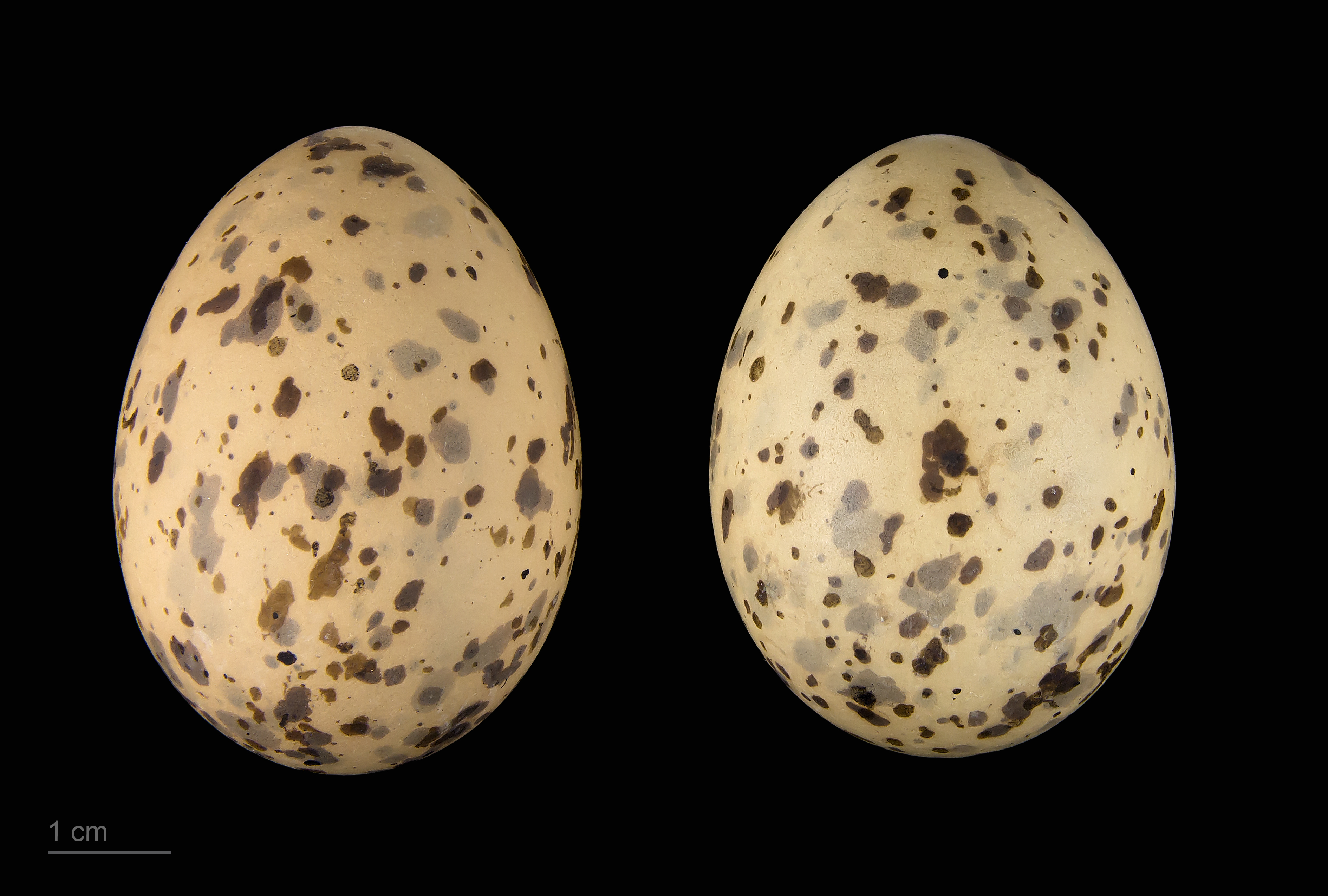
Gelochelidon nilotica tojásai

A kacagócsér (Gelochelidon nilotica vagy Sterna nilotica) a madarak osztályának a lilealakúak (Charadriiformes) rendjébe, ezen belül a csérfélék (Sternidae) családjába tartozó Gelochelidon nem egyetlen  faja.
Korábban a Sterna nemhez sorolták, Sterna nilotica néven.

## Elterjedése, élőhelye
Mind az öt kontinensen honos. Tengeri mocsarak, lagúnák partvidékén, valamint a szárazföldek sós tavainál és szikes mellékeinél él. Az európai állomány telelni Afrikába vonul.

## Alfajai
- Gelochelidon nilotica nilotica
- Gelochelidon nilotica addenda
- Gelochelidon nilotica aranea
- Gelochelidon nilotica groenvoldi
- Gelochelidon nilotica macrotarsa
- Gelochelidon nilotica vanrossemi

## Megjelenése
Testhossza 35–38 centiméter, szárnyfesztávolsága 100–115 centiméter, testtömege pedig 190–260 gramm. Feje és tarkója fekete, a tollazata fehér.

## Életmódja
Ízeltlábúakkal, gilisztákkal, kisebb rágcsálókkal, kétéltűekkel és  halakkal táplálkozik.

## Szaporodása
Fészkét szigetekre, zátonyokra és partokra építi. A fészakalja 1-4  tojásból áll, melyen mindkét szülő, felváltva 22-23 napig kotlik. A fiókák 28-35 nap után válnak önállóvá.

## Kárpát-medencei előfordulása
A hazai szikes tavakon egykor kis számban költött, de mára – mint fészkelő faj – a Kárpát-medencéből kihalt. Kóborló példányai április és november között fordulnak elő Magyarországon, halastavakon, szikes tavakon és folyókon. Olykor egy időben több példányt is észlelnek. 
2023-ban kisebb szenzációként közölték, hogy Mórahalom külterületén egy pár fészkelésbe kezdett, majd eredményesen költött ki három fiókát. A faj fészkelését ezt megelőzően 1955-ben Fonyódon észlelték.